# الحيد (الطيال)

تعديل مصدري - تعديل

الحيد هي إحدى قرى عزلة بني جبر بمديرية الطيال التابعة لمحافظة صنعاء، بلغ تعداد سكانها 317 نسمة حسب تعداد اليمن لعام 2004.